# Filipe do Palatinado-Neuburgo
Filipe do Palatinado, cognominado o Litigioso (em alemão:  Philipp der Streitbare), (Heidelberga, 12 de novembro de 1503 – Heildelberga, 4 de julho de 1548), foi um membro da Casa de Wittelsbach, sendo conde titular do Palatinado renano e duque  do Palatinado-Neuburgo de 1505 a 1541.

## Biografia
Filipe era o filho mais novo de Ruperto do Palatinado, Bispo de Freising e de sua mulher Isabel da Baviera-Landshut, filha do duque Jorge da Baviera -Landshut.
Contrariando quer a Lei Imperial, quer o tratado de sucessão com os duques da Baviera-Munique, o duque Jorge da Baviera-Landshut tentou que fosse a sua filha, Isabel, a suceder-lhe no seu ducado, situação que, em 1503, despoletou a Guerra da Sucessão de Landshut.
Isabel e o marido Ruperto (pais de Filipe) foram derrotados e morreram no Outono de 1504. Pela designada Arbitragem de Colónia, de 1505, o imperador Maximiliano I atribuiu como compensação pela perda dos territórios, um pequeno estado então criado, designado Palatinado-Neuburgo (a partir dos territórios na Baixa Baviera) aos dois filhos de Isabel. Filipe governou esse novo ducado juntamente com o seu irmão mais velho, o duque Otão Henrique.
Em 1529, ele lutou com sucesso os Turcos durante o Cerco de Viena à frente de dois regimentos sendo feito cavaleiro da Ordem do Tosão de Ouro dois anos mais tarde.

## Visita a Inglaterra

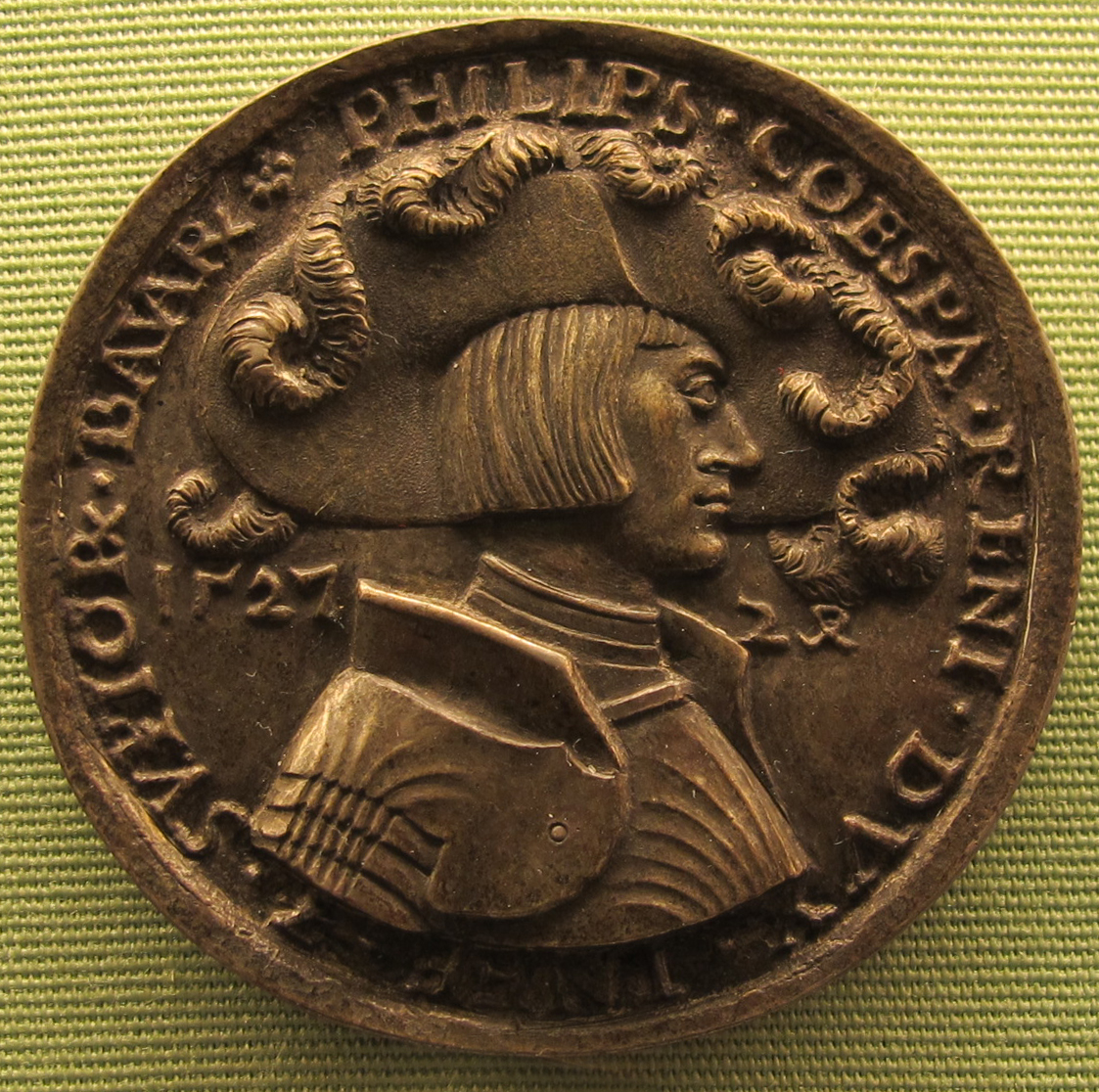
Medalha de Hans Daucher representando Filipe do Palatinado-Neuburgoem 1527.

A 8 de dezembro de 1539, Filipe visitou a corte do rei Henrique VIII de Inglaterra com a esperança de obter a mão da sua filha, Lady Maria Tudor. Este possível casamento, fazia parte dos planos do Rei para se aliar aos príncipes Protestantes alemães contra o Imperador.
Filipe e Maria conheceram-se em 17 de dezembro no castelo de Hertford onde ele lhe ofereceu uma lembrança e a beijou. Tanta familiaridade deu campo a especulações de que os dois se casariam e grande parte da Corte inglesa aguardava pelo casamento nos meses seguintes.
Mas Henrique VIII não autorizou o casamento dado que Filipe era parente da Rainha consorte Ana de Cleves (de quem pretendia se divorciar, portanto temia a presença de seus familiares no país). Surpreendentemente, e apesar das suas diferenças religiosas, Maria Tudor mostrou grande afeição para com o duque, dado tê-lo beijado na corte. O duque foi mandado regressar à Alemanha.
Contudo, Filipe não ficou dissuadido deste plano, e voltou a visitor a Inglaterra mais três vezes, embora só por uma vez tenha voltado a ver a princesa Maria.
Filipe nunca casou, nem teve descendência, morrendo em Heidelberga em 1548.

## No cinema
Filipe, Conde Palatino inspirou a personagem do Duque Filipe da Baviera, interpretado pelo ator Colin O'Donoghue, na terceira temporada da série televisiva The Tudors. Ele é retratado por se ter apaixonado rapida e profundamente por Maria Tudor, mas o rei Henrique VIII mandou-o embora de Inglaterra temendo que ele pusesse em risco a aliança com Cleves. Para esconder os sentimentos, uma desolada Maria Tudor (interpretada pela atriz Sarah Bolger) declara que, de qualquer forma, ela nunca poderia casar com um Luterano.